# Cyprien Tanguay
Pour les articles homonymes, voir Tanguay.
Cyprien Tanguay (Québec, 15 septembre 1819 - Ottawa, 28 avril 1902 à l'âge de 82 ans) était un généalogiste, un prêtre et un professeur d'histoire canadien. Chercheur reconnu dans son métier, il est surnommé le père de la généalogie canadienne-française. Honoré de la prélature par Léon XIII, on l'appelle, à juste titre, Mgr Cyprien Tanguay.

## Biographie

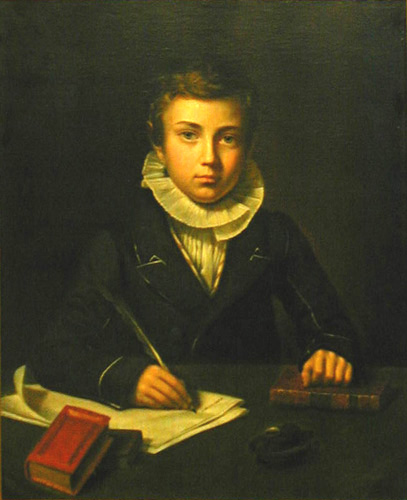
Portrait de Cyprien Tanguay par Antoine Plamondon, 1832.

Après avoir fait son cours classique et sa théologie au séminaire de Québec, il fut ordonné prêtre en 1843. De 1850 à 1859, il est curé de Rimouski, où il contribua à fonder le séminaire diocésain.
Doué pour la recherche généalogique, il est officiellement nommé en 1865 au département de statistiques du Canada-Uni, l'ancêtre de Statistique Canada. Pendant vingt-cinq ans, il consulte les registres du Canada et des États-Unis et œuvre à compiler son monumental Dictionnaire généalogique des familles canadiennes, qui est toujours une référence dans le domaine.
Les généalogistes Gérard Malchelosse, Archange Godbout et Joseph-Arthur Leboeuf ont révisé son travail, qui comprend sept grands volumes de plus de six cents pages. De plus, ses recherches sur les contrats de mariage ont pu contribuer à résoudre certaines difficultés relatives au droit canonique. Grâce à lui, les Canadiens et les Américains d'origine française sont capables de retracer leurs racines jusque vers le XVIIe siècle en Europe.
Il est par ailleurs le premier à avoir fait une enquête exhaustive sur le clergé canadien, avant même que Jean-Baptiste-Arthur Allaire ne vienne parfaire son œuvre.

## Ouvrages publiés
- Répertoire général du clergé canadien, par ordre chronologique depuis la fondation de la colonie jusqu'à nos jours, (1868 et 1893)
- Dictionnaire généalogique des familles canadiennes depuis la fondation de la colonie jusqu'à nos jours, (1871-1890)
- À travers les registres, (1886)
- Monseigneur de Lauberivière, cinquième évêque de Québec, (1885)

## Honneurs
- Prélature accordée par Léon XIII
- Prix Cyprien-Tanguay de la Fédération québécoise des sociétés de généalogie
- Une rue a été nommée en son honneur, en 2006, dans la ville de Québec.

## Source
- Jacques Gagnon, Cyprien Tanguay, Père de la généalogie québécoise et canadienne, Montréal, Lidec, coll. Célébrités, 2005, 62 p.